# Liste des universités en Iran
Cette page dresse la liste des universités iraniennes.

## Province d'Azerbaïdjan occidental
- Université d'Ourmia
- Université de technologie d'Ourmia
- Université des sciences médicales d'Ourmia

## Province d'Azerbaïdjan oriental
- Université de Maragha
- Université de Tabriz
- Université des arts islamiques de Tabriz

## Province du Fars
- Université de Chiraz
- Université de Fasa
- Université Salman Farsi de Kazeroon
- Université des arts de Chiraz
- Université de technologie de Chiraz
- Université des sciences médicales de Chiraz
- Université des sciences médicales de Fasa
- Université des sciences médicales de Jahrom

## Province d'Ilam
- Université d'Ilam
- Université des sciences médicales d'Ilam

## Province d'Ispahan
- Université d'Ispahan
- Université de Kashan
- Université d'art d'Ispahan
- Université de technologie d'Ispahan
- Université des sciences médicales d'Ispahan
- Université des sciences médicales de Kashan

## Province du Khorassan méridional
- Université de Birjand
- Université de technologie de Birjand
- Université des sciences médicales de Birjand

## Province du Khorassan-e Razavi
- Université Ferdowsi de Machhad
- Université Hakim-Sabzévari
- Université de Neishabur
- Université de technologie de Quchan
- Université des sciences médicales de Mashhad
- Université des sciences médicales de Neishabur
- Université des sciences médicales de Sabzevar
- Université des sciences médicales de Torbat Heydarieh

## Province du Khorassan septentrional
- Université de Bojnord
- Université des sciences médicales du Khorasan du Nord

## Province du Khouzistan
- Université Shahid Chamran d'Ahvaz
- Université de technologie de Jundishapor
- Université des sciences médicales d'Abadan
- Université des sciences médicales Jundishapor d'Ahvaz

## Province de Mazandéran
- Université des sciences médicales de Babol

## Province de Markazi
- Université d'Arak
- Université de technologie d'Arak
- Université des sciences médicales d'Arak

## Province de Qom
- Université de Qom
- Université de technologie de Qom
- Université des sciences médicales de Qom

## Province de Semnan
- Université de Damgan
- Université Semnan
- Université de technologie de Shahroud
- Université des sciences médicales de Semnan

## Province de Téhéran
- Université Al Zahra
- Université Allameh Tabataba'i
- Université d'art de Téhéran
- Université Shahid Beheshti
- Université Tarbiat Modarres
- Université de Téhéran
  - Collège des Beaux-Arts
- Université technologique Amirkabir
- Université de technologie de Sharif
- Université de technologie K. N. Toosi
- Université des sciences et de technologie d'Iran
- Université des sciences médicales de Téhéran
- Université des sciences médicales Shahid Beheshti

## Province de Yazd
- Université de Yazd

## Province de Zandjan
- Université de Zandjan
- Institut des études supérieures en sciences fondamentales